# Paul Bailey
Paul Bailey (n. 16 februarie 1937, South London⁠(d), Anglia, Regatul Unit – d. 27 octombrie 2024) a fost un scriitor și critic literar britanic, autor al mai multor romane și al biografiilor lui Cynthia Payne și Quentin Crisp.

## Biografie
Paul Bailey a urmat studii la Sir Walter St John's Grammar School For Boys din Battersea, Londra. A obținut o bursă la Central School of Speech and Drama în 1953 și a lucrat ca actor între anii 1956-1964. El a devenit un scriitor independent în 1967.
A fost numit profesor asociat la universitățile din Newcastle și Durham (1972–1974) și a primit o bursă Bicentennial Fellowship în 1976, ceea ce i-a permis să călătorească în SUA, unde a fost lector asociat de literatură engleză la North Dakota State University (1977–1979). A fost distins cu Premiul E. M. Forster în 1974, iar în 1978 a câștigat Premiul George Orwell pentru eseul "The Limitations of Despair", publicat pentru prima dată în revista The Listener. Bailey a fost ales membru al Royal Society of Literature în 1999.
Printre romanele lui Paul Bailey se află At The Jerusalem (1967), a cărui acțiune se petrece în casa unor bătrâni, și care a câștigat Premiul Somerset Maugham și Premiul Arts Council Writers; Peter Smart's Confessions (1977) și Gabriel's Lament (1986), ambele nominalizate la Booker Prize pentru ficțiune; și Sugar Cane (1993), o continuare a romanului Gabriel's Lament. Kitty and Virgil (1998) este povestea relației dintre o englezoaică și un poet român exilat. În Uncle Rudolf (2002), naratorul își amintește viața sa și salvarea sa pe când era copil de la o moarte probabilă în România fascistă, de  către unchiul său, un tenor liric talentat și eroul eponim al romanului. În cartea sa Chapman's Odyssey (2011), personajul principal, Harry Chapman, întâlnește personaje literare, scriitori, prieteni decedați și membri ai familiei într-un delir indus de morfină pe patul unui spital din Londra. În ciuda melancoliei și fricii, Harry își distrează asistentele, recitându-le unele dintre poemele sale preferate pe care le memorase într-o viață de lectură. Ultima sa carte a fost The Prince's Boy (2014), o poveste melancolică despre o dragoste a unei persoane gay care se întinde pe durata a patru decenii.
Bailey a scris, de asemenea, piese de teatru pentru radio și televiziune: At Cousin Henry's a fost difuzată în 1964, iar adaptarea realizată de el a piesei We Think the World of You de Joe Ackerley a fost televizată în 1980. Printre cărțile sale de non-ficțiune se află un volum de memorii, intitulat An Immaculate Mistake: Scenes from Childhood and Beyond (1990), și Three Queer Lives: An Alternative Biography of Naomi Jacob, Fred Barnes and Arthur Marshall (2001), o biografie a trei animatori populari homosexuali din secolul al XX-lea.
Bailey a fost, de asemenea, cunoscut în calitate de critic literar, a scris articole pentru The Guardian și a prezidat în 2001 juriul alternativ pentru Premiul Orange.

## Operă literară
- At The Jerusalem (1967) – câștigător al Premiului Author's Club First Novel
- Trespasses (1970)
- A Distant Likeness (1973)
- Peter Smart's Confessions (1977)
- Old Soldiers (1980)
- An English Madam: The Life and Work of Cynthia Payne (1982)
- Gabriel's Lament (1986)
- An Immaculate Mistake: Scenes from Childhood and Beyond  (1990)
- Sugar Cane (1993)
- The Oxford Book of London (ed., 1995)
- First Love (ed., 1997)
- Kitty and Virgil (1998)
- The Stately Homo: A Celebration of the Life of Quentin Crisp (ed., 2000)
- Three Queer Lives: An Alternative Biography of Naomi Jacob, Fred Barnes and Arthur Marshall (2001)
- Uncle Rudolf (2002)
- A Dog's Life (2003)
- Chapman's Odyssey (2011)
- The Prince's Boy (2014)